# Gisch
Gisch (arabisch الجش al-Dschisch, DMG al-Ǧiš; klassisch-syrisch ܓܫ hebräisch גִ'שׁ Dschisch) ist ein christlich-aramäischer Ort im israelischen Nordbezirk am Fuß des Meron, zwischen Safed und der libanesischen Grenze. Der Ort hat den Status einer Gemeindeverwaltung.

## Allgemeines
Der Ort hat 3090 Einwohner (2018) und erstreckt sich auf einer Fläche von 6,9 km². Fast zwei Drittel der Bewohner von Gisch sind Christen; sie gehören zum größeren Teil der maronitischen Kirche an und zum kleineren Teil der griechisch-katholischen Kirche. Etwa 35 % der Bewohner sind Muslime.

## Geschichte

### Antike
Gisch ist seit der Landnahme unter Josua als ununterbrochen bewohnte und befestigte Ortschaft belegt, die ältesten Funde sind bis zu 4500 Jahre alt. Der antike Name lautet bei Flavius Josephus in seiner Autobiografie Gischala (Γισχάλα) und im Talmud Gusch Chalav / גּוּשׁ חָלָב / ‚Block aus Milch‘ bedeutet. Unter der arabisch-islamischem Herrschaft wandelte sich der Name zum heutigen Gisch oder Dschisch.
Im Jüdischen Krieg war Gusch Chalav mit seiner geschlossenen Stadtmauer und unterirdischen Fluchtstollen das letzte Widerstandszentrum in Galiläa gegen die römische Armee. Der Anführer von Gusch Chalav, Yohanan ben Levi, sah sich mit seiner Gefolgschaft von etwa 400 Kämpfern der Invasionsarmee unter der Führung von Titus unterlegen. Er handelte mit Titus die Kapitulation von Gusch Halav für den Tag nach Schabbat aus, doch in der Nacht zuvor floh ben Levi mit seinen Kämpfern und einer Mehrheit der Bewohner.

### Mittelalter und Neuzeit
Gisch hatte für die jüdische Gemeinde bis ins hohe Mittelalter eine große Bedeutung aufgrund seiner Synagoge und der Rabbinergräber. Im 17. Jahrhundert wurde der Ort von Drusen bewohnt, die Gisch aber zum Ende des Jahrhunderts verließen. Ab dem 18. Jahrhundert wurde Gisch vorwiegend von muslimischen, aber auch von christlichen Arabern besiedelt. Beim Erdbeben am 1. Januar 1837 wurde der gesamte Ort zerstört, die Opferzahlen schwanken je nach Quellenangabe zwischen 135 und über 200 Menschenleben.

### 20. Jahrhundert
Im Krieg um Israels Unabhängigkeit flohen viele der arabischen Bewohner. Bei der Eroberung des Ortes durch israelische Streitkräfte am 29. Oktober 1948 während der Operation Chiram kam es zu starken Gefechten, bei denen zahlreiche Gebäude beschädigt oder zerstört wurden. 1949 wurden hier Binnenflüchtlinge des Krieges aus den zerstörten christlich-arabischen Orten Iqrit und Birʿim angesiedelt, wodurch Christen die Mehrheit unter den Einwohnern in Gisch bilden. Der Großteil der Christen ist maronitisch, der andere Teil griechisch-katholisch.

### 21. Jahrhundert
Seit 2014 sind in Israel Aramäer als eigenständige nationale Bevölkerungsgruppe anerkannt. Maronitisch-christliche Einwohner Gischs beteiligen sich an der Wiederbelebung der syrisch-aramäischen Identität, Sprache und Kultur.

## Berühmte Einwohner
- Elias Chacour (* 1939), emeritierter Erzbischof der Melkitische Griechisch-katholische Kirche, wuchs ab seinem 10. Lebensjahr in Gisch auf.
- Johann von Gischala (unbekannt–nach 70), Anführer während des jüdischen Aufstands